# Calosoma placerum
Calosoma placerum är en skalbaggsart som beskrevs av Tatiana Gidaspow. Calosoma placerum ingår i släktet Calosoma och familjen jordlöpare. Inga underarter finns listade i Catalogue of Life.